# Ritidae
Ritidae – wyróżniana przez niektórych taksonomów rodzina bardzo małych (do 5 cm długości) słodkowodnych ryb sumokształtnych (Siluriformes), obejmująca 2 rodzaje, które przez innych zaliczane są do rodziny bagrowatych (Bagridae).

## Zasięg występowania
Azja Południowa i Południowo-Wschodnia (Indochiny, Borneo i Sumatra).

## Klasyfikacja
Rodzaje zaliczane do tej rodziny:
- Nanobagrus
- Rita

Rodzajem typowym jest Rita.